# Стоптерор
«Стоптерор»  (англ. StopTerror)— суспільний некомерційний проект, який проводить OSINT-дослідження та займається вивченням гібридної війни в Україні, а також надає можливість громадянам повідомляти про злочини.

## Створення проекту
Проект «Стоптерор» виник у червні 2014 року як відповідь на діяльність в Україні незаконних збройних формувань та Російської Федерації. Він є ініціативою громадянських активістів, що поєднали зусилля задля підтримки територіальної цілісності та державного устрою України. Більшість учасників проекту є вихідцями з Донбасу, і для них питання збереження та поновлення миру є принциповим. Ініціатором проекту є Ярослав Маркевич, а координатором став Семен Кабакаєв. Журналістське забезпечення проєкту проводив у 2015-2017 роках відомий блогер Філімоненко Всеволод Костянтинович.

## Діяльність
Ініціатива була розроблена як відкритий інтернет-майданчик для візуалізації подій, що розгортаються на сході країни. Сайт проекту містить звіти про повідомлення, отримані від небайдужих громадян чи з відкритих публічних джерел. Ці звіти обробляються, верифікуються та наносяться на онлайн-карту, розміщену на сайті. Інформації, яка надійшла від громадян для більш ефективної роботи військових підрозділів, для допомоги військовим у виявленні місць дислокації терористів, їх вогневих позицій, оборонних укріплень, наявності та кількості техніки та особового складу терористичних формувань, перебування кадровий військових РФ, прояви сепаратизму, ймовірні теракти присвоюється приналежність до певної категорії злочину.
На цей час сайт містить наступні категорії: бойові дії, зрадники та диверсанти, теракт, вбивство, підпал/пожежа, рух військової техніки, рух піхоти, мародерство, мінування, захоплення приміщень, база терористів, вогневі позиції, терористи на опізнання, оборонні споруди, блокпости, вуличні протистояння, захоплення заручників та інші події. За необхідності перелік категорій може розширюватися чи скорочуватися.
Команда проекту отримує інформацію через усі наявні засоби зв'язку — це забезпечує швидкість обробки та оперативність передачі отриманої інформації.
Інформація надходить кожного дня, тому команда проекту працює у безперервному режимі.
Кожен, хто стає свідком незаконних дій терористів, сепаратистів або злочинців може повідомити СТОПТЕРОР. Уся інформація перевіряється і надається силовим відомствам для реагування, а також вноситься на онлайн-мапу сайту проекту. Повідомлення з оперативною інформацією також обробляються, але на онлайн-мапу не виносяться.
Одним з напрямів роботи проекту є моніторинг та аналіз інформації, що націлена на дискредитацію українських військових та вищого керівництва держави. Вияв інформації, яку навмисно викривляють або фальсифікують задля маніпулювання свідомістю громадян. Відстеження такого роду інформації чи відвертої дезінформації для встановлення джерела, та вчинення дій для запобігання її розширенню чи оприлюднення достовірного матеріалу для попередження маніпуляцій та провокацій з боку противника в інформаційному просторі.
Окремо можна виділити категорію злочину «Зрадники та диверсанти», яка виокремлена в самостійний проект. Наразі база налічує 20 тисяч анкет особистостей причетних до сепаратистської, терористичної чи іншої протиправної діяльності. Велику допомогу у поповнені цієї бази відіграла категорія «Терористи на опізнання», що надала змогу громадянам не тільки опізнати терориста, а й надати свідчення щодо його участі у незаконних збройних формуваннях.

## Звіти про діяльність
Три роки роботи допомогли напрацювати та опрацювати близько 80 тисяч повідомлень за всіма наявними категоріями. Кожного дня ця цифра збільшується і на онлайн-карту виносяться нові повідомлення. Найбільшу активність користувачі проявляють по категоріям «зрадники та диверсанти», «рух військової техніки», «вогнева точка» та «база терористів». За наявності в підтвердження інформації отримуємо фото- та відео-докази. За часи роботи команда провела не одне OSINT-розслідування для виявлення доказів присутності російського агресора: найманців, кадрових військових та військової техніки РФ.
«Стоптерор» проводить власні дослідження військово-політичної ситуації в зоні АТО і відстежує та систематизує інформацію про незаконні збройні формування. За рік роботи ініціативної групи проекту «Стоптерор» було прийнято та передано ЗСУ, СБУ, МВС та іншим силовим структурам більше 40 тисяч сигналів. Кожного дня надходять сотні повідомлень, які вимагають негайної обробки та реагування. Тісна співпраця з силовими відомствами приносить результати, за які підрозділи Збройних Сил та Національної гвардії були неодноразово вдячні.
З серпня 2014 року і до тепер розпочато роботу по збору та аналізу доказів участі російських кадрових військових у війні на Донбасі. Докази збиратися не припиняються.
07 жовтня 2015 року «Стоптерор» разом з Міністерством інформаційної політики презентував звіт з доказами російської агресії на території України.
Звіт «Маріонетки Кремля. Дорога війни на Донбасі» надає аналіз початку російської агресії на Донбасі, розкрита тема «кишенькових батальйонів Кремля», а також присутності військовослужбовців та військової техніки ВС РФ. Окрема увага приділена лідерам так званих ЛНР та ДНР.
У звіті містяться інфографіки незаконних збройних формувань на території окупованого Донбасу.
09 жовтня 2015 розпочато оприлюднення OSINT-розслідувань, щодо сформованих підрозділів 1АК та 2АК МО самопроголошених ДНР/ЛНР
18 січня 2016 розпочато оприлюднення розслідувань, щодо участі приватних військових кампаній у анексії Кримського п-ву та на окупованих територіях Донецької та Луганської областей
20 січня 2016 оприлюднено перелік підприємств, які були розкрадені та вивезені Російською Федерацією з окупованої території Донецької та Луганської областей
05 квітня 2016 оприлюднено OSINT-розслідування, щодо кількості завезеної військової техніки та боєприпасів з РФ шляхом залізничного сполучення
03-04.06.2016 оприлюднено  OSINT-розслідування, щодо осіб, які займають керівні посади в окупованих містах Донецької та Луганської областей
11 серпня 2016  на прес-брифінгу в УКМЦ виступав Семен Кабакаєв з доповіддю, щодо реорганізації структури незаконних збройних формувань самопроголошених ДНР/ЛНР
23 червня 2017 координатор проекту "Стоптерор" Семен Кабакаєв брав участь у Міжнародній конференції "Російський ядерний арсенал: міфи, реальні загрози та протидія їм" 

## Співробітництво
Проект співпрацює з Міністерством внутрішніх справ України, Міністерством оборони України, Службою безпеки України та Міністерством інформаційної політики. Силовим відомствам безперервно надається наявна інформація задля попередження чи припинення вчинення протиправних дій в тому числі терористичного характеру. Наразі з Міністерством інформаційної політики був укладений Меморандум про співробітництво.